# Maximilianstraße 27 (Speyer)
Maximilianstraße 27 bezeichnet ein denkmalgeschütztes Gebäude in der rheinland-pfälzischen Stadt Speyer. Das viergeschossige Patrizierhaus wurde nach 1710 erbaut und ist Teil der Denkmalzone Maximilianstraße zwischen Altpörtel und Kaiserdom.

## Lage
Das Haus liegt an der Südseite der Maximilianstraße. Acht, mit einer Ausnahme, drei- bis viergeschossige Wohn- und Geschäftshäuser bilden einen geschlossenen Abschnitt spätbarocker Bebauung, beginnend mit der Nummer 22 (Einhorn-Apotheke) von 1703. Bauherren waren Bürgermeister und Ratsherren.

## Geschichte
Die Häuser zu beiden Seiten der Speyerer Haupt- und Marktstraße wurden 1689 im Pfälzischen Erbfolgekrieg zerstört und meist zwischen 1698 und 1720 wiederaufgebaut. Das Anwesen kam durch Heirat an den Spezereihändler und späteren Bürgermeister Joh. Carl Alexander Holtzmann (1699–1784). Holtzmann hatte auch die heutige Nummer 25 von seinem Lehrherrn erworben. Während sein gleichnamiger Sohn (1759–1820) in Letzterem auch als Krappfabrikant tätig war, kam das Haus Nummer 27 am Anfang des 19. Jahrhunderts an den Buchdrucker Jakob Christian Kolb. Sein Sohn Georg Friedrich Kolb (1808–1884) wurde in diesem Haus geboren. Er war 1848 Bürgermeister der Stadt und vertrat diese 1848–1849 in der Frankfurter Nationalversammlung und 1848–1853 in der Bayerischen Kammer der Abgeordneten.
In der zweiten Hälfte des 20. Jahrhunderts erhielt das Gebäude einen modernen Ladeneinbau im Erdgeschoss. Das Haus wurde seitdem bestandserhaltend saniert. Gegenwärtig befindet sich im Erdgeschoss ein Laden für Haushaltswaren (Stand 2020).

## Beschreibung
Das Wohnhaus im Stil des späten Barock hat drei Geschosse und ein ausgebautes Dachgeschoss im Mansarddach. Die Fassade des Putzbaus ist im Bereich der beiden Dachgeschosse durch Gurtgesimse gegliedert. Sie hat drei Fensterachsen und weist nach Norden. Die Fenster haben ihre alte Teilung, ihre einfache Laibung ist nicht geohrt. Im Erdgeschoss ist ein Ladengeschäft mit modernen Schaufenstern eingebaut. Das zweite Dachgeschoss erhielt neben einem kleinen Fenster in der Spitze des Giebels in jüngerer Zeit zwei zusätzliche, größere Fenster. 
Links vom Eingang weist eine kleine Gedenktafel auf das Geburtshaus Kolbs hin. Eine ehemalige, schmale Gasse im Osten des Anwesens wurde mit Schaufenstern umgestaltet. – Das rückwärtige Gebäude wird auf das 18. Jahrhundert datiert.